# Ребет Дарія Омелянівна

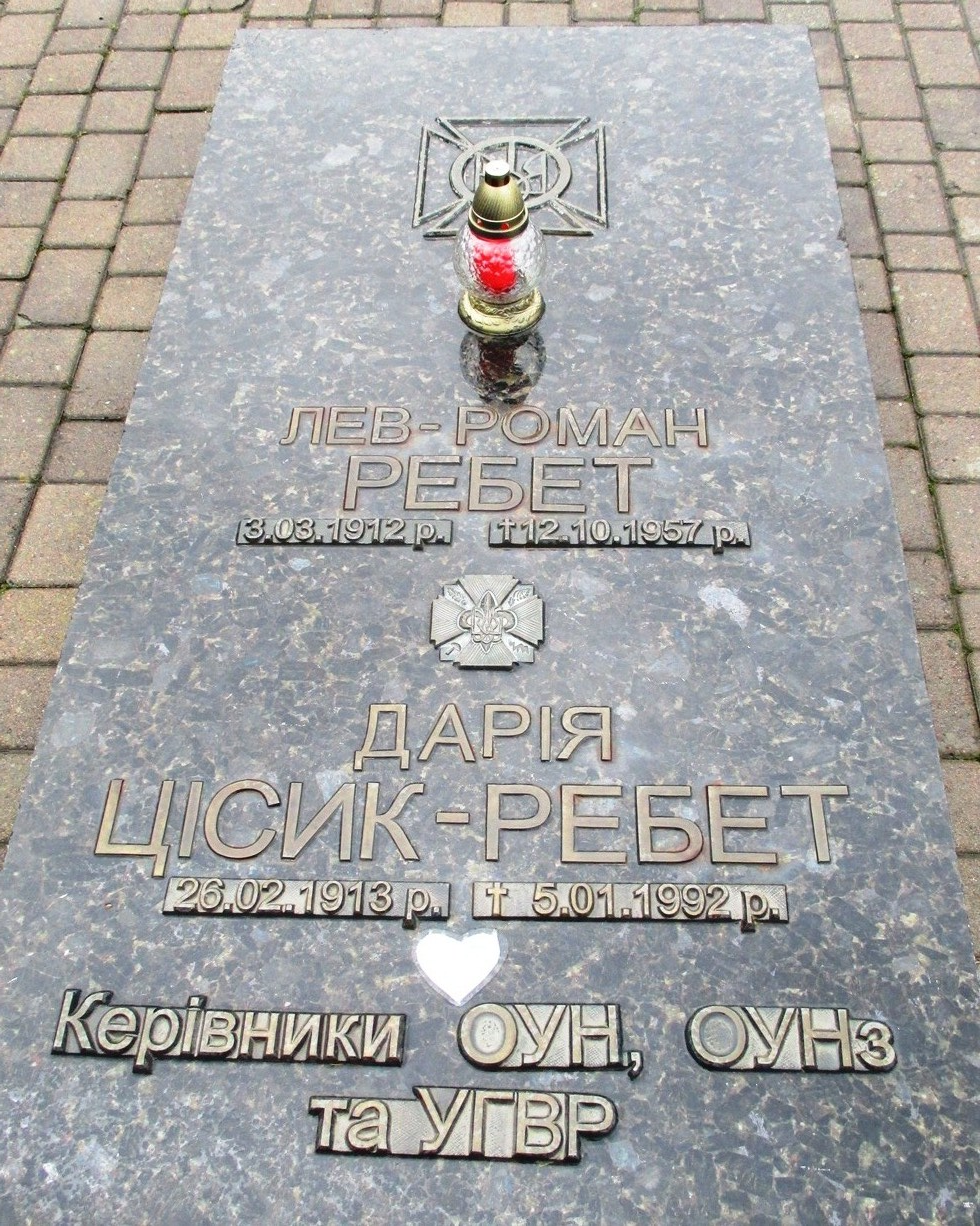
Надгробок подружжя Ребетів на полі почесних поховань Личаківського цвинтару у Львові

Да́рія Ре́бет (до шлюбу Цісик, псевдо ОУН: Вільшинська; 26 лютого 1913, Кіцмань, Герцогство Буковина — 5 січня 1992, Мюнхен) — українська політична і громадська діячка, публіцистка, журналістка, правниця. Голова Проводу ОУНЗ (1979—1991). Дружина Лева Ребета.

## Життєпис
Народилася у священничій родині. Батько Омелян Цісик походив із села Малий Ключів на Коломийщині, народився 18 березня 1887 p. у родині греко-католицького священика. Германіст і україніст, автор книги «Політичні твори Шевченка». Мати Олена (Леся) Федорович — донька православногосвященника, який у ІІ-ій половині XIX ст. належав до «пробудителів Буковини». Дід Дарії Цісик по материнській лінії Єротей Федорович у другій половині ХІХ ст. належав до «пробудителів Буковини». Він брав участь у перепохованні Тараса Шевченка у Каневі. Обіймав високу посаду в Українській Православній Церкві тоді ще австрійської Буковини, дружив із письменницею Ольгою Кобилянською, у його помешканні бувала й Леся Українка. За родинними переказами Федоровичі були козацького роду. Дома висів козацький герб, а полковник Федорович служив у війську Богдана Хмельницького.
Дарія підлітком увійшла до Української військової організації, згодом до Організації українських націоналістів. Ці зв'язки вона приховувала від батьків.  У 1930-х роках вивчала право у Львівському університеті, але звідти її видворила польська влада. Ступінь магістра права вона здобула у католицькому університеті в Любліні. Потім були арешт, ув'язнення, смерть матері.

### Політична діяльність
На початку 1930-х належала до молодіжної структури ОУН у Стрию, очолювала жіночі групи Стрийської окружної екзекутиви ОУН в Стрийській окрузі (1933–1934). 1934–1938 — членкиня Крайової екзекутиви ОУН на Західно Українських Землях, відповідала за зв'язки з керівництвом українських націоналістів, що перебувало в еміграції.

За участь в українському націоналістичному русі кілька разів заарештовувалась польською поліцією, відбувала піврічне ув'язнення в тюрмі (1939). 
«Мене арештували в середині березня 1939 року, — писала у спогадах Дарія Ребет. — Коли ми троє (в тому числі Лев Ребет — майбутній чоловік Дарії Цісик) з двома охоронцями безпеки опинилися в замкненому купе, тоді з усією виразністю виринуло переді мною обличчя моєї мами у хвилину нашого прощання. Вона знала наше становище, отож знала, як і я, що ми прощаємося востаннє. Вона не плакала, але її з легким блиском широко відкриті очі дивилися на мене спокійно. І тепер у цьому купе найшла на мене хвилина, коли „самі сльози ллються“. І на цьому довгому шляху між Стриєм і Львовом вилилася, мабуть, остання крапля моїх сліз, бо вже їх більше не було ані в самотній в'язничній камері, де можна було наплакатися досхочу, ані після повідомлення в тюрмі, що моя мама померла…».
З квітня 1941 р. перестає бути членкинею ОУН, стає членкинею ОУНР. Під час німецької окупації налагоджувала роботу підпільних осередків ОУНР.
Вдруге Дарію Ребет ув'язнено німецькою окупаційною владою за участь в Українському державному правлінні (після проголошення Акту відновлення Української держави 30 червня 1941 року) та належність до ОУН (б). За тиждень до народження сина, Дарія вийшла на волю з гестапівської тюрми у Львові. 1942 р. вона народила сина Андрія, але залишилася у націоналістичному підпіллі. Протягом двох з половиною років сама виховувала первістка. Деякий час маленький Андрій перебував в Стрию у знайомої Ребетам родини, а його мати продовжувала підпільну боротьбу, стала членом Головного проводу ОУН. Лев Ребет у цей час перебував у концтаборі Аушвіц.
У серпні 1943 року взяла участь у роботі 3-го Надзвичайного Великого збору ОУНР.
З вересня входила до складу ініціативного комітету, який підготував проведення Першого великого збору Української головної визвольної ради (УГВР) (11–15.07.1944).
Наприкінці 1944 р. подружжя Ребет після трирічної розлуки зустрілося у Відні. Сина Лев Ребет побачив лише у Братиславі, і той довго називав його «вуйко Тато».
Була обрана до І-ї Президії УГВР, брала участь у розробці програмних документів УГВР. У повоєнний час жила в еміграції у Мюнхені (ФРН). Після розколу ОУНР у грудні 1956 р. приєдналася до ОУНЗ і була обрана до складу її Політичної ради. З 1979 року очолювала діяльність Політичної ради ОУНЗ і перебувала на цій посаді до червня 1991 року.

### Участь у жіночому русі
Відзначилася активністю у розбудові жіночого руху в еміграції. 15–16.12.1945, Авсбурґ — Перший З'їзд українського жіноцтва в Німеччині. До Головної Управи було обрано Дарію Ребет. Із 1946 року, з моменту заснування журналу ОУЖ «Громадянка» була його дописувачкою. 29–30.03.1947, Ашаффенбурґ — ІІ З'їзд ОУЖ, що його референткою обрано Дарію Ребет. При її співпраці створено міжнародну Лігу Жінок в екзилі, в якій крім українок об'єдналися представництва емігранток різних національностей. Постійною секретаркою Ліги була Дарія Ребет.

### Журналістська діяльність
Дарія Ребет співпрацювала з багатьма українськими періодичними виданнями в еміграції, входила до редколегій часописів «Сучасна Україна», «Сучасність» та «Український самостійник», видала збірку статей про Об'єднання Українських Жінок у Німеччині (1980), авторка статей, присвячених ідеології ОУН, її програмним постулатам та історії, українському визвольному рухові.

## Смерть і пам'ять

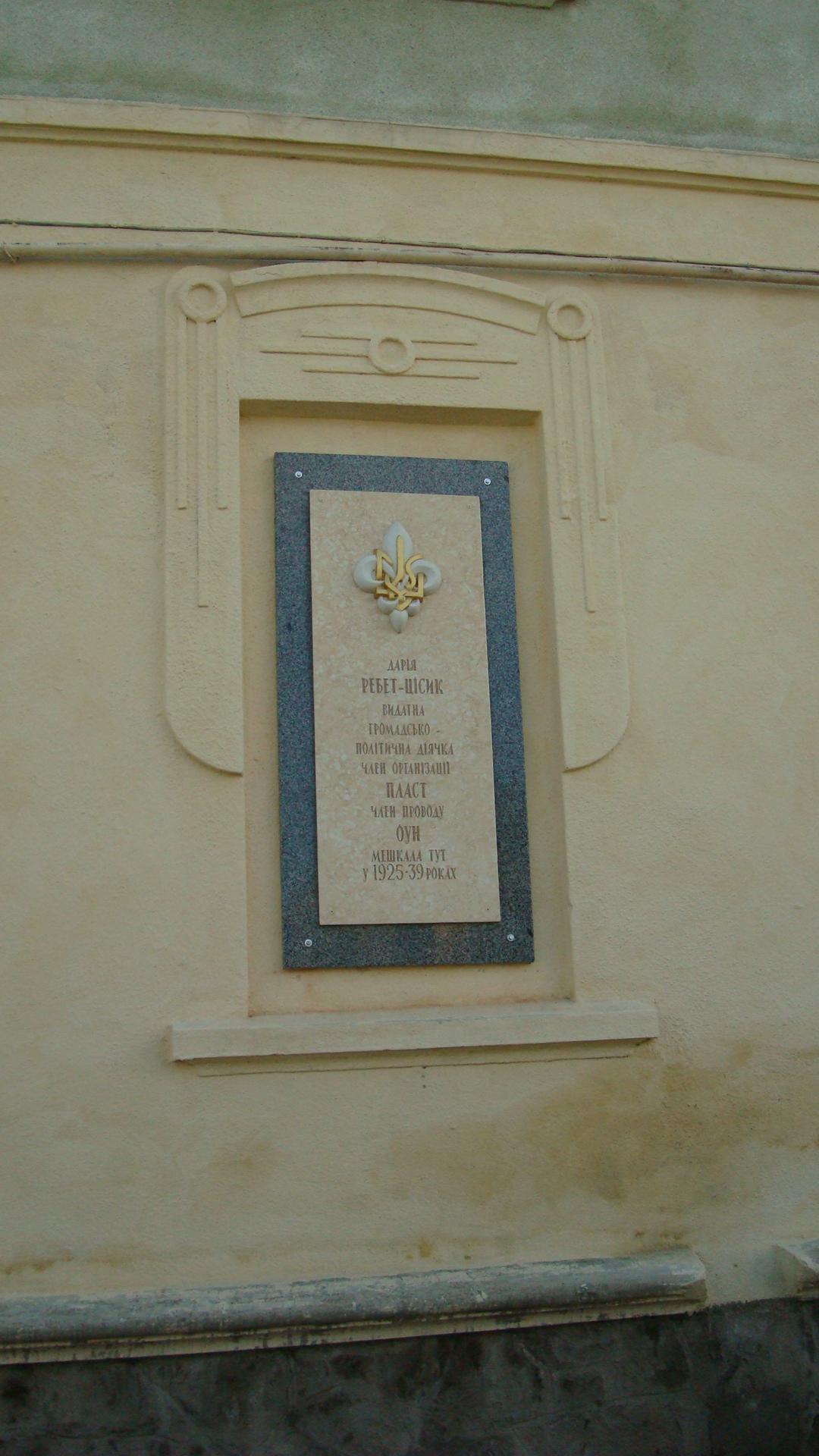
Меморіальна дошка Дарії Ребет-Цісик.

Померла Дарія Ребет 5 січня 1992 року в Мюнхені, де й була похована.
30 жовтня 2010 року останки Дарії Ребет та її чоловіка Лева Ребета урочисто були перепоховані у Львові на Личаківському цвинтарі. Це перепоховання було приурочене до 92-ї річниці проголошення ЗУНР.
19 березня 2017 року в Стрию урочисто відкрили і освятили меморіальну дошку Дарії Ребет-Цісик.
На честь Дарії Ребет названий 108 пластовий курінь УПЮ